# سپانچوتسی
سپانچوتسی (به بلغاری: Spanchevtsi) یک منطقهٔ مسکونی در بلغارستان است که در ورشتس واقع شده‌است.